# Narodna zaštita (RH)
Narodna zaštita je bila jedinstveni, organizirani oblik otpora, preteča HV-a.

## Povijest

### Pozadina
Godina 1990. ostat će zapamćena po prvim višestranačkim, demokratskim i tajnim izborima u Hrvatskoj nakon dugogodišnje komunističke jednopartijske vladavine.
U svibnju je kostituiran prvi višestranački Sabor, a već nekoliko mjeseci kasnije počinju neredi i pobune u Kninu i početak tzv. "balvan revolucije". 22. prosinca u Hrvatskom saboru proglašen je prvi, demokratski Ustav Republike Hrvatske, znan kao Božićni ustav. Istog dana u Kninu pobunjenici proglašavaju tzv. Srpsku autonomnu oblast Krajinu.

### Osnivanje
Na Izvršnom odboru Središnjice HDZ-a 13. ožujka 1991. Milivoj Kujundžić predložio je ustrojavanje organizacije pod nazivom Narodna zaštita. Prema riječima predlagača cilj bi bio "pružiti neoružani i ukupni otpor u Hrvatskoj" te se stoga "odmah mora legalno organizirati Narodna zaštita na osnovi dobrovoljnosti i samoorganizacije građana"
Tom je inicijativom pokrenuta Narodna zaštita, no kao potpuno nenaoružana formacija. S druge strane, Narodna zaštita bila je tada zamišljena kao "međustranačka organizacija". Narodna zaštita trebala je, prema mišljenju Predsjednika Republike i njezinih osnivača, biti isključivo "oblik obrambenog neoružanog samoorganiziranja građana" te se u slučaju otvorene agresije trebala "neoružano suprotstaviti svim oblicima ugrožavanja slobode, suvereniteta i teritorijalnog integriteta Republike Hrvatske"
Takovo ustrojstvo i zadaće usvojilo je i Vijeće za narodnu obranu i zaštitu ustavnog poretka kao i novoustrojeno Međustranačko vijeće, koje je svoju prvu sjednicu održalo 15. ožujka. Toga je datuma 1991. godine na 1. sjednici Međustranačkog vijeća Republike Hrvatske donesen zaključak o osnivanju Narodne zaštite. 
Tjedan kasnije, na 2. sjednici Međustranačkog vijeća pod predsjedanjem predsjednika Franje Tuđmana konstituirano je i Međustranačko vijeće Narodne zaštite s glavnom zadaćom obrane Republike Hrvatske. Vijeće je od 22. ožujka na neki način "zapovijedalo" Narodnom zaštitom, pod novim imenom Međustranačko vijeće Narodne zaštite.
Na općinskoj razini ustrojilo je međustranačke koordinacijske odbore, a predsjednik odbora bio je iz redova većinske stranke u općinskoj skupštini. Narodna zaštita imala je punu potporu gotovo svih parlamentarnih, ali i neparlamentarnih političkih stranaka u Hrvatskoj. Njezinom osnivanju suprotstavile su se samo one stranke koje su bile i inače protiv neovisne Hrvatske, bilo da su bile velikosrpske ili projugoslavenske.
Proglasom od 5. travnja 1991. godine predsjednik Republike Franjo Tuđman poziva sve one koji se žele uključiti u "dobrovoljačke jedinice Narodne zaštite i stati u obranu, domovine, Republike Hrvatske – koja je u pogibelji". Od tada se ustrojavaju postrojbe Narodne zaštite na dobrovoljnom načelu, bez obzira na stranačku i nacionalnu pripadnost s ciljem obrane legitimne vlasti, naroda i države od velikosrpske agresije, najprije u Zagrebu a potom i u cijeloj slobodnoj Hrvatskoj.

### Djelovanje
Odredi Narodne zaštite osiguravali su sve značajne komunalne i zdravstvene objekte, skladišta hrane, prometnice, skladišta strateških sirovina itd. Narodna zaštita je ustrojila vlastitu službu motrenja i obavješćivanja, organizirala samostalnu neprekidnu radiovezu, obavljala neprekidne noćne ophodnje, osposobljavala postrojbe kako bi što učinkovitije obavljale svoju dužnost itd.
Nakon Krvavog Uskrsa na Plitvicama, Narodna zaštita rasla je nevjerojatnom brzinom. Desetci tisuća građana javljali su se međustranačkim vijećima u općinama diljem Hrvatske. Ti su ljudi bili spremni na oružani otpor agresoru, ali su očekivali da ih država rasporedi u novoustrojene gardijske postrojbe ili druge organizirane cjeline kako bi pružili organizirani otpor agresoru.
Svojim odgovornim radom, terenskom nazočnošću i aktivnošću, Narodna zaštita 23. travnja 1991. omogućuje mirno i sigurno ustrojavanje Zbora narodne garde. Počeci su to teškog i bestijalnog razaranja Hrvatske: počevši od masakriranja u Borovu Selu gdje četnici mučki ubijaju 12 policajaca, a 21 ranjavaju.
Hrvatska je državna politika u osamostaljivanju zemlje išla korak po korak. Stoga je organizirala općehrvatski referendum, na kojem se golema većina od oko 95 posto građana izjasnila za suverenu i samostalnu Hrvatsku.
Shvatilo se da Narodna zaštita ne može ostati nenaoružana i vojno neorganizirana tim više jer Zbor narodne garde (osim dvije gardijske brigade u začetku) još nije bila ustrojena. Nastupilo je najopasije razdoblje po sigurnost Republike Hrvatske. 
Srpski seperatisti potpomognut Jugoslavenskom narodnom armijom bjesnio je Hrvatskom od Topuskog, Tenje, Vukovara, Gline, Sarvaša, Erduta i Vinkovaca do Kostajnice, Kozibroda, Ćelija, Dalja, Erduta, Aljmaša, Kijeva. Jugoslavenska narodna armija razara Petrinju, raketira Vukovar, Gospić, Lovinac, Osijek, okupira Baranju.

### Bitka za vojarne
Dana 13. rujna 1991. donesena je Odluka hrvatskog državnog vodstva o blokadi vojarni JNA u Hrvatskoj. Sljedećeg dana, snage ZNG, MUP-a i Narodne zaštite počinju blokadu vojarni i zračnih luka u Republici Hrvatskoj
Otada Narodna zaštita:
- drži u blokadi većinu vojnih objekata: vojarne, ustanove i skladišta
- sudjeluje u zauzimanju vojnih objekata u Zagrebu i Hrvatskoj uopće, a i samostalno zauzima vojne objekte od JNA. Neke od njih su: vojarna u Selskoj cesti, "Maršalka", vojarna na Borongaju, u Prečkom, na Zagrebačkoj cesti te vojarne u Varaždinu, Dugom Selu, Samoboru, Gospiću, pa barutanu u Sisku itd.
- izvlači borbena sredstva i streljivo iz osvojenih vojnih objekata i skladišta
- iz osvojenih vojnih objekata prevozi oružje i streljivo na sva bojišta u Hrvatskoj
- osigurava sve značajne komunalne i zdravstvene objekte, skladišta hrane, prometnice, mostove, skladišta strateških sirovina itd.
- minira i razminirava sve značajne prometnice, učinkovito sprječava djelovanje snajperista, samostalno i u suradnji s drugima proizvodi razne vrste oružja, popisuje vojne stanove, njih preko 30.000 u Hrvatskoj
- osposobljava svoje pripadnike za uspješno korištenje oružja, mina i drugih eksplozivnih naprava.

Iz postrojbi Narodne zaštite popunjava se Zbor narodne garde i Ministarstvo unutarnjih poslova.

### Kraj i značaj
Ministar obrane Gojko Šušak 5. listopada 1991. godine donosi Zapovijed:
1. Da se Zapovjedništva i Odredi Narodne zaštite stavljaju u nadležnost i subordinaciju Oružanih snaga Republike Hrvatske, Glavnog stožera, Zapovjedništva Operativnih zona i Zapovjedništva gradova.
2. Da Odredi Narodne zaštite imaju zadaću obrane i zaštite područja za koja su ustrojeni
3. Obvezuju se Zapovjedništva Operativnih zona i Zapovjedništva gradova da opskrbljuju streljivom, naoružanjem i vojnom opremom Odrede Narodne zaštite na način i po postupku utvrđenom za opskrbu Oružanih snaga Republike Hrvatske.

Narodna zaštita je bila čimbenik koji je samostalno, vlastitim snagama izvršavao važne obrambene zadaće, a njezini pripadnici, njih više od 260.000 dragovoljaca, pokazali su visok stupanj samoinicijative i samostalnosti u svom djelovanju.
Stupanjem na snagu Odluke o ustroju Domobranstva iz prosinca 1991. propisuje se da "vojni obveznici pripadnici odreda Narodne zaštite, koji nemaju ratni raspored prevode se u postrojbe Domobranstva", a svi drugi ostaju u Narodnoj zaštiti koja ustrojstvom Domobranstva nije ukinuta.
Dragovoljni odredi Narodne zaštite bili su i ostali ponos hrvatske države, preteča stvaranja Hrvatske vojske i policije, i to u onim najtežim, presudnim trenucima. Velik broj pripadnika postrojbi Narodne zaštite predsjednik Franjo Tuđman odlikovao je  Spomenicom Domovinskog rata, dok su zapovjednom kadru postrojbi Narodne zaštite dodijeljeni dočasnički činovi.
Sve navedeno su dobrovoljački odredi Narodne zaštite odradili prije nego što je Republika Hrvatska međunarodno priznata, a što je prva učinila Sveta Stolica – Vatikan 13. siječnja 1992. godine, a dva dana kasnije i države Europske zajednice. Hrvatski sabor se odužio Narodnoj zaštiti. Dopunama Zakona o blagdanima, spomendanima i neradnim danima u Republici Hrvatskoj iz studenoga 2011., 15. ožujka obilježava se kao spomendan pod nazivom Dan osnivanja Narodne zaštite u Republici Hrvatskoj.

## Poveznice
- Bitka za vojarne